# Palystella
Palystella is een geslacht van spinnen uit de  familie van de Sparassidae (jachtkrabspinnen).

## Soorten
- Palystella browni Lawrence, 1962
- Palystella namaquensis Lawrence, 1938
- Palystella pallida Lawrence, 1938
- Palystella sexmaculata Lawrence, 1928